# AMX-30E
AMX-30E (E је скраћеница од шп. España, значи Шпанија) је основни борбени тенк, базиран на француском тенку АМХ-30. Иако је првобитно шпанска влада тражила да се набави немачки тенк Леопард 1, AMX-30 је на крају додат уговору због његове ниске цене и могућности да се производи у Шпанији. Као и многе шпанске тенкове, AMX-30E је производило предузеће Санта-Барбара системас за Воjску Шпаније, током 1974. и 1983. године.
Први стечен 1970. године, AMX-30E је био додан шпанским јединицама које имају америчке тенкове М47 Патон и М48 Патон. Куповином тог тенка, Шпанија је смањила поузданост америчке опреме у својој војсци. Првих 19 тенкова АМХ-30 су била стечена од Француске 1970, док су осталих 180 тенкова састављена у Шпанији. То је био први шпански масовно произвођен тенк развио је војну индустрију те земљу до те тачке где је влада покушала да створи свој тенк, што је довело до пројекта за производњу тенка Линс 1985. године. То је Санта Барбара системасу донело искуство у војној индустрији, док је резултат тога било ангажовање за производњу тенка Леопард 2Е крајем 2003. Међутим, завршну монтажу је извршило предузеће Санта Барбара системас, док су у производњи тенка АМХ-30Е учествовале и друге шпанске војне компаније. Тотална произвоња у Шпанији је износила до 65% сваког тенка.
Шпанске флоте тенкова АМХ-30Е ус прошле две одвојене поправке касних 80-их година 20. века, програме реконструкције и модернизације. Верзија тог тенка у ранијој упортеби, звани АМХ-30ЕМ2 (150 тенкова), одговарали су да модернизују и унапреде аутомобилске делове возила, карактеристике, док је после, ту спадао и АМХ-30ЕМ1 (149 тенкова), резултовао је строжим побољшањем тенкове електрике, тј. одржавањем постојећег мотора и заменом трансмисије. Оба програма су продужила век употребе тенка. Шпанске флоте тенкова АМХ-30ЕМ1 су биле замењене касних 90-их немачким тенковима Леопард 2А4, док су тенкови АМХ-30ЕМ2 замењени са против-тенковским возилом Кентауро почетком 21. века.
Међутим 19 тенкова АМХ-30Е су послати на терен у тада Шпанску Сахару 1970. године, али тенкови нису никада ушли на бојиште. 1985. године Индонезија је била заинтересована за тенкове АМХ-30Е, док су 2004. године шпанска и колумбијске владе преговарале о могућој продаји 40 тенкова АМХ-30ЕМ2. Али нажалост, оби покушаји трговине су пропали.

## Позадина
1960. године, шпанске флоте тенкова су биле састављене највише од америчких тенкова М47 Патон , са појединим новијим тенковима М48 Патон. М47-це су биле стечене од стране Војске Шпаније средином 50-их, замењујући тенкове који су прешли ратни период тј. Други светски рат; као што су: Панцер I, Т-26 и Панцер IV. Америчка забрана коришћења амеичке опреме добијене као војна помоћ Шпанији током рата за Запдну Сахару натерала је Шпанију да тражи алтернативне опреме које се могу слободно користити у Шпанској Сахари.
Раних шездесетих година 20. века, Шпанија је имала велику потребу за тенковима и осталом војном опремом. Зато је она разгледала рад својих европских суседа у покушају да направи нови тенк. Влада Шпаније је прво обишла Краус-Мафеј, немачког произвођача тенка Леопард 1, и та компанија је применила лиценце за извоз из немачког Министарства економије.